# Test Drive Off-Road 3
Test Drive Off-Road 3 lub 4x4 World Trophy – komputerowa gra wyścigowa wyprodukowana przez Infogrames (PS, PC), Xantera (GBC) i wydana przez Infogrames w 31 października 1999.

## Rozgrywka

### Pojazdy
W grze znajduje się 27 w pełni licencjonowanych pojazdów:
- Jeep Wrangler
- Nissan Frontier
- Ford F-150
- Chenowth DR1-V
- Subaru Outback
- Dodge Ram
- Nissan Xterra
- Jeep Cherokee (XJ)
- Hummer H1
- Jeep Wrangler Sport
- Dodge Ram V10
- Isuzu VehiCROSS
- Jeep Grand Cherokee
- Nissan Pathfinder
- Dodge Durango
- Ford Explorer
- Land Rover Defender 90
- Hummer H1 Wagon
- Chenowth DPV
- Dodge T-Rex
- Shelby Durango
- Saleen XP8
- Ford F-150 Racing
- AM General Humvee
- AM General Humvee Carrier
- GAZ BRDM-2 SA9 Gaskin
- Land Rover Ambulans

## Soundtrack
- Blink 182 - Going Away To College
- Diesel Boy - A Literary Love Song
- Diesel Boy - She Is My Queen
- Diesel Boy - Shining Star
- Eve6 - How Much Longer
- Eve6 - Leech
- Girls Against Boys - Park Avenue
- Girls Against Boys - Psycho Future
- Incubus - New Skin
- Incubus - Vitamin